# Parc de Beauregard-Quincé
Le parc de Beauregard-Quincé est un parc de 15 hectares situé au nord-ouest de Rennes, dans le quartier de Beauregard.

## Situation
Le parc est situé au nord-ouest de la ville, dans le quartier Beauregard. Il longe la rocade de Rennes sur 800 m, entre la rue Fernand Robert et le boulevard de la Robiquette. Il est bordé au sud par l'avenue André Malraux et l'avenue Jacqueline de Romilly, pour une superficie de 12 ha. Il est situé à proximité du parc de Beauregard, inauguré au début des années 2000 à la création du quartier.
Il est entièrement ouvert et possède plusieurs entrées de chaque côté, par les rues qui le bordent, ainsi que par la zone commerciale du centre Grand quartier.
Au sein d'un quartier très résidentiel, le parc est desservi par les lignes de bus 12, 52 et 68, via quatre arrêts : Parc de Beauregard, Malraux, Mandela et Robiquette. Une station de vélo en libre service se trouve à quelques minutes au sud du parc, à Cucillé.

## Historique
Le parc s'intègre dans une phase d'extension du quartier de Beauregard, avec un programme immobilier délimitant les contours du parc tout en préservant une identité bocagère.Les terres accueillaient auparavant une zone humide sauvage, coincée entre la rocade de Rennes et la nouvelle ZAC de Beauregard. La transformation a pour but de conserver l'aspect sauvage est permettant l'usage par les piétons et vélos via des sentiers et l'aménagement d'une aire de jeux.
Le parc de Beauregard-Quincé ouvre en juin 2023, après deux ans de travaux. Des ajouts sont faits les années suivantes, notamment un pump track, et les contours du parc sont redessinés avec la constructions des derniers lotissements de la ZAC.

## Aménagements
Du mobilier en bois, des tables, des bancs et des chaises, est disséminé dans le parc et des belvédères permettent d'observer la ville en hauteur. Une aire de jeux pour enfants est installée au centre du parc.
En octobre 2024, un pump track est inauguré au sein du parc.

### Ferme de Quincé
Situé au nord-est du parc, la ferme de Quincé est issue d'un appel à projet de la ville de Rennes lors de la requalification du parc et de l'ancienne ferme déjà présente auparavant. Ouvert en 2021 et géré par le collectif 35Volts, le lieu s'étend sur 4 ha avec une double vocation agricole et culturel. La moitié de la superficie est consacrée au maraîchage en tant que ferme urbaine et l'autre moitié comme lieu culturel et guinguette lors de la saison estivale afin d'assurer l'équilibre financier,,.